# Овджак
Овджак (перс. اوجاك) — село в Ірані, у дегестані Дабуй-є Джонубі, у бахші Дабудашт, шагрестані Амоль остану Мазендеран. За даними перепису 2006 року, його населення становило 705 осіб, що проживали у складі 194 сімей.

## Клімат
Середня річна температура становить 17,07°C, середня максимальна – 31,42°C, а середня мінімальна – 3,32°C. Середня річна кількість опадів – 763 мм.
| Клімат поселення                              | Клімат поселення | Клімат поселення | Клімат поселення | Клімат поселення | Клімат поселення | Клімат поселення | Клімат поселення | Клімат поселення | Клімат поселення | Клімат поселення | Клімат поселення | Клімат поселення | Клімат поселення |
| Показник                                      | Січ.             | Лют.             | Бер.             | Квіт.            | Трав.            | Черв.            | Лип.             | Серп.            | Вер.             | Жовт.            | Лист.            | Груд.            |                  |
| Середній максимум, °C                         | 11,43            | 11,97            | 14,75            | 20,39            | 24,35            | 28,49            | 31,42            | 31,34            | 28,48            | 23,79            | 18,29            | 13,97            |                  |
| Середня температура, °C                       | 7,39             | 7,90             | 10,68            | 16,32            | 20,28            | 24,44            | 26,50            | 26,43            | 23,57            | 18,87            | 13,38            | 9,06             |                  |
| Середній мінімум, °C                          | 3,32             | 3,85             | 6,62             | 12,26            | 16,22            | 20,37            | 21,59            | 21,51            | 18,66            | 13,96            | 8,46             | 4,14             |                  |
| Норма опадів, мм                              | 85               | 65               | 57               | 28               | 24               | 21               | 20               | 44               | 79               | 127              | 111              | 102              |                  |
| Середньомісячна швидкість вітру, м/с          | 1.81             | 2.40             | 2.40             | 2.25             | 2.30             | 2.49             | 2.54             | 2.20             | 2.00             | 1.80             | 1.82             | 1.80             |                  |
| Середньомісячна сонячна радіація, кДж/м²·день | 8466             | 10606            | 12709            | 15823            | 19811            | 21655            | 21531            | 19150            | 15773            | 12349            | 9715             | 8014             |                  |
| --------------------------------------------- | ---------------- | ---------------- | ---------------- | ---------------- | ---------------- | ---------------- | ---------------- | ---------------- | ---------------- | ---------------- | ---------------- | ---------------- | ---------------- |
| Джерело:                                      |                  |                  |                  |                  |                  |                  |                  |                  |                  |                  |                  |                  |                  |